# Enrico Hirschfeld

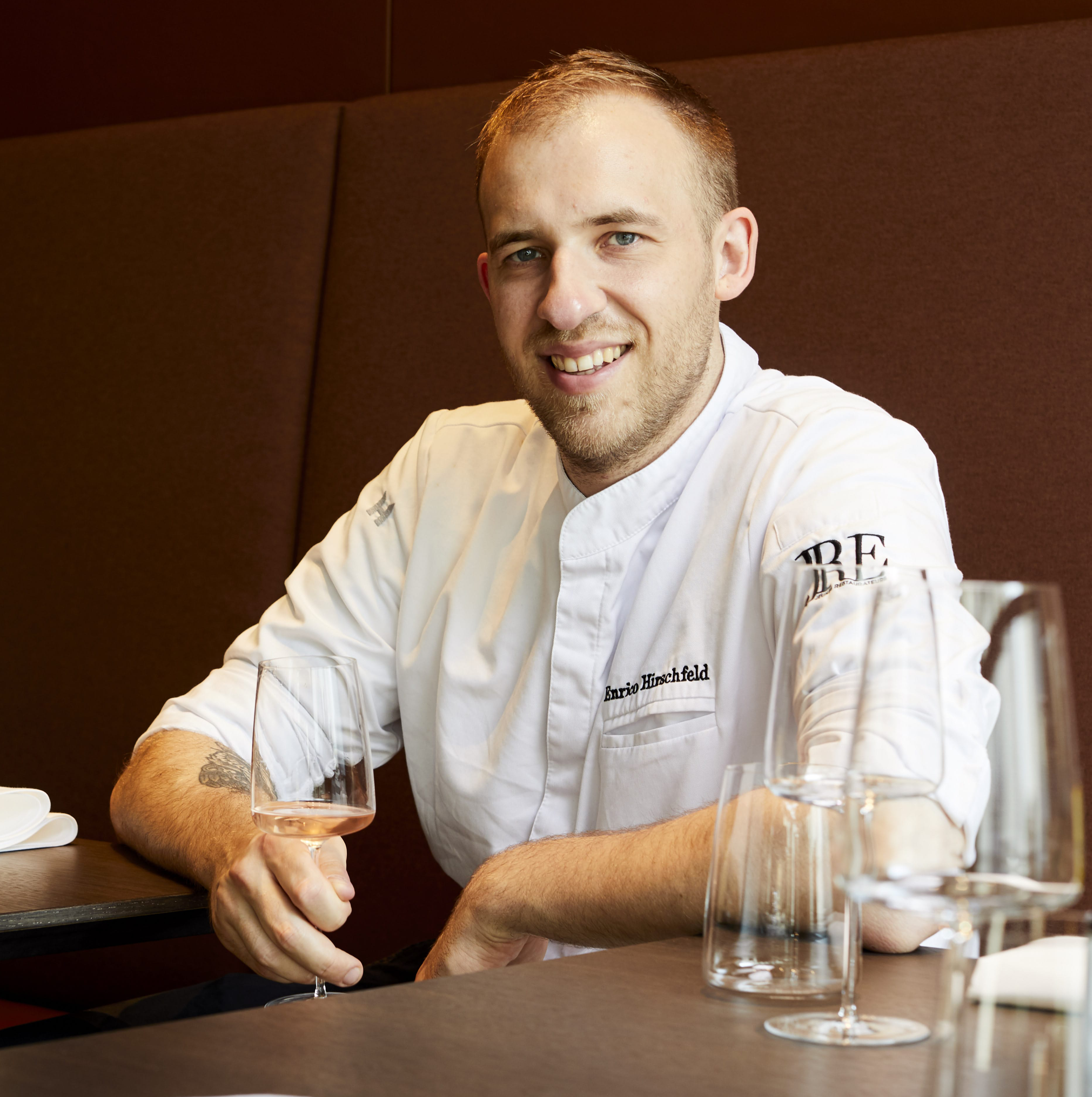
Enrico Hirschfeld

Enrico Hirschfeld (* 9. Januar 1987 in Leipzig) ist ein deutscher Koch.

## Werdegang
Nach seiner Ausbildung im Marriott Hotel in Leipzig kam Enrico Hirschfeld über das Ritz-Carlton in Wolfsburg, das Restaurant „Novalis“ in Nörten-Hardenberg sowie „Becker’s Hotel und Restaurant“ in Trier 2014 als Sous Chef zum „La Société“ in Köln. Nach einer weiteren Station als Executive Sous Chef im Kölner Sternerestaurant „maiBeck“ begann er im März 2017 bei Maximilian Lorenz im „L’escalier“, Köln.
Enrico Hirschfeld arbeitete seit Juni 2018 neben dem namensgebenden Besitzer des Restaurants „maximilian lorenz“ als gleichberechtigter Küchenchef. Gemeinsam entwickelten beide ihre neue deutsche Aromenküche kontinuierlich weiter. Bereits im November des gleichen Jahres wurden Lorenz und Hirschfeld mit 17 Punkten und dem Titel „Aufsteiger des Jahres in NRW“ vom Gault Millau ausgezeichnet, im Februar 2019 folgte der erste Michelin-Stern für das neue Restaurant.
Im November 2021 eröffnete die Caviar House & Prunier City GmbH in der Kölner Innenstadt das „Restaurant & Boutique Prunier Cologne“ mit Hirschfeld als Küchenchef. Im Januar 2023 verließ er das Unternehmen, im Mai 2023 übernahm er die Stelle des Küchenchefs im Restaurant Schillingshof in Gr. Schneen bei Göttingen.
- 2006 – 2009 Kochausbildung, Marriott Hotel Leipzig
- 06/2009 – 12/2009 Commis de Cuisine, The Ritz-Carlton Wolfsburg
- 12/2009 – 06/2012 Demi Chef, Restaurant Novalis Nörten-Hardenberg
- 07/2012 – 02/2014 Chef Tournant, Becker’s Hotel und Restaurant Trier
- 03/2014 – 08/2015 Sous Chef, La Société Köln
- 09/2015 – 02/2017 Executive Sous Chef, maiBeck Köln
- 03/2017 – 05/2018 Küchenchef Restaurant L’escalier
- 06/2018 – 2021 Küchenchef im Maximilian Lorenz
- 11/2021 – 01/2023 Küchenchef im Prunier Cologne
- seit 05/2023 Küchenchef im Restaurant Schillingshof, Gr. Schneen

## Auszeichnungen
- 2018: 17 Punkte im Gault Millau
- 2019: 1 Stern im Guide Michelin